# Giorgos Grammatikakis
Giorgos Grammatikakis (în greacă Γιώργος Γραμματικάκης; n. 21 mai 1939, Irakleio, Grecia – d. 25 octombrie 2023, Irakleio, Grecia) a fost un fizician, scriitor grec și decan emerit al Universității din Creta. În 2014, a fost ales ca membru al Parlamentului European (MEP).

## Biografie
Giorgos Grammatikakis s-a născut la Heraklion, Grecia, la 21 mai 1939.

### Carieră academică
A studiat fizica la Universitatea din Atena și la Imperial College din Londra. În 1982, a fost numit profesor de fizică la Universitatea din Creta. Interesat de structura materiei și cosmologie, el a fost implicat în Proiectul NESTOR, o colaborare științifică internațională pentru a desfășura un telescop cu neutrini pe fundul mării de lângă Pylos. În 1990 a fost ales rector al Universității din Creta și a ocupat funcția de președinte al Universității Ionice din Corfu. La 26 mai 2010, a fost onorat de către Societatea Elenă de Fizică pentru contribuțiile sale la educație și știință.
A fost un autor de succes al cărților populare științifice despre cosmologie și fizică:
- „Η κόμη της Βερενίκης”, 1990/2006,ISBN: 960-7309-24-3, transformat într-un serial TV „Αναζητώντας την Βερενίκη” de către ERT1 .
- „Κοσμογραφήματα”, 1999,ISBN: 960-7478-26-6
- „Η αυτοβιογραφία του φωτός”, 2006,ISBN: 960-524-207-9
- „Συνομιλίες με το φως”, 2009,ISBN: 978-960-6882-01-2
- „Ένας αστρολάβος του ουρανού και της ζωής”, 2012,ISBN: 978-960-524-394-4

Grammatikakis a fost membru al consiliului de administrație al fostei corporații de radiodifuziune deținută de stat ERT și a fost vicepreședinte al Operei Naționale a Greciei.

### Membru al Parlamentului European
La alegerile pentru Parlamentul European din 2014, el a fost ales unul dintre cei doi europarlamentari de pe lista noului partid politic The River. S-a afiliat la grupul parlamentar al Alianței Progresiste a Socialiștilor și Democraților (S&D) și a fost membru al Comisiei pentru Cultură și Educație și al Delegației la Comisia de Cooperare Parlamentară UE-Rusia.

### Moarte
După o scurtă spitalizare, Grammatikakis a murit în orașul său natal, Heraklion, la 25 octombrie 2023, la vârsta de 84 de ani,